# Wu Shugen
Dans ce nom, le nom de famille, Wu, précède le nom personnel.
Pour les articles homonymes, voir Wu.
Wu Shugen (chinois : 吴树根), née le 26 août 1987 en Mongolie-Intérieure, est une judokate chinoise.

## Palmarès international en judo
| Jeux asiatiques     | Jeux asiatiques | Jeux asiatiques |
| Année               | Médaille        | Catégorie       |
| ------------------- | --------------- | --------------- |
| 2010                | or              | –48 kg          |
| Championnats d'Asie |                 |                 |
| Année               | Médaille        | Catégorie       |
| 2012                | argent          | –48 kg          |